# 세르히 페르쿤
세르히 블라디미로비치 페르쿤(우크라이나어: Сергій Володимирович Перхун, 영어: Serhiy Vladimirovich Perhun, 1977년 9월 4일 ~ 2001년 8월 28일)은 우크라이나의 전 축구 골키퍼였다.
1993년 우크라이나의 FC 드니프로 드니프로페트로우스크에서 데뷔했으며, 1999년 몰도바 디비지아 나치오날러의 FC 셰리프 티라스폴로 이적해 활약하였다. 이후 2001년 러시아 프리미어리그의 PFC CSKA 모스크바로 팀을 옮겼다.
또한 2001년 우크라이나 축구 국가대표팀으로 라트비아와의 친선경기에 참여하기도 했다.
2001년 8월 19일 FC 안지 마하치칼라와의 리그 경기 도중 상대 공격수인 부둔 부두노프와 충돌해 혼수상태에 빠져 인근 병원에서 응급치료를 받은 뒤 모스크바에 있는 군인병원으로 옮겨 집중치료를 받았으나, 결국 8월 28일 뇌출혈로 사망했다.
사망 이후, PFC CSKA 모스크바는 그가 사용했던 번호인 16번을 영구 결번 처리하였다.